# Frank Newton (cầu thủ bóng đá, sinh 1902)
Frank Newton (12 tháng 11 năm 1902 - ?) là một tiền đạo bóng đá người Anh thi đấu cho Stockport County và Fulham
Năm 1930 ông là vua phá lưới ở Division 3
1. ↑  "Frank Newton". Fulhamweb. Truy cập ngày 8 tháng 2 năm 2019.
2. ↑  http://www.rsssf.com/tablese/engtops.html#1921-3

Bản mẫu:English Third Division top scorers